# قصر الأمير أمين

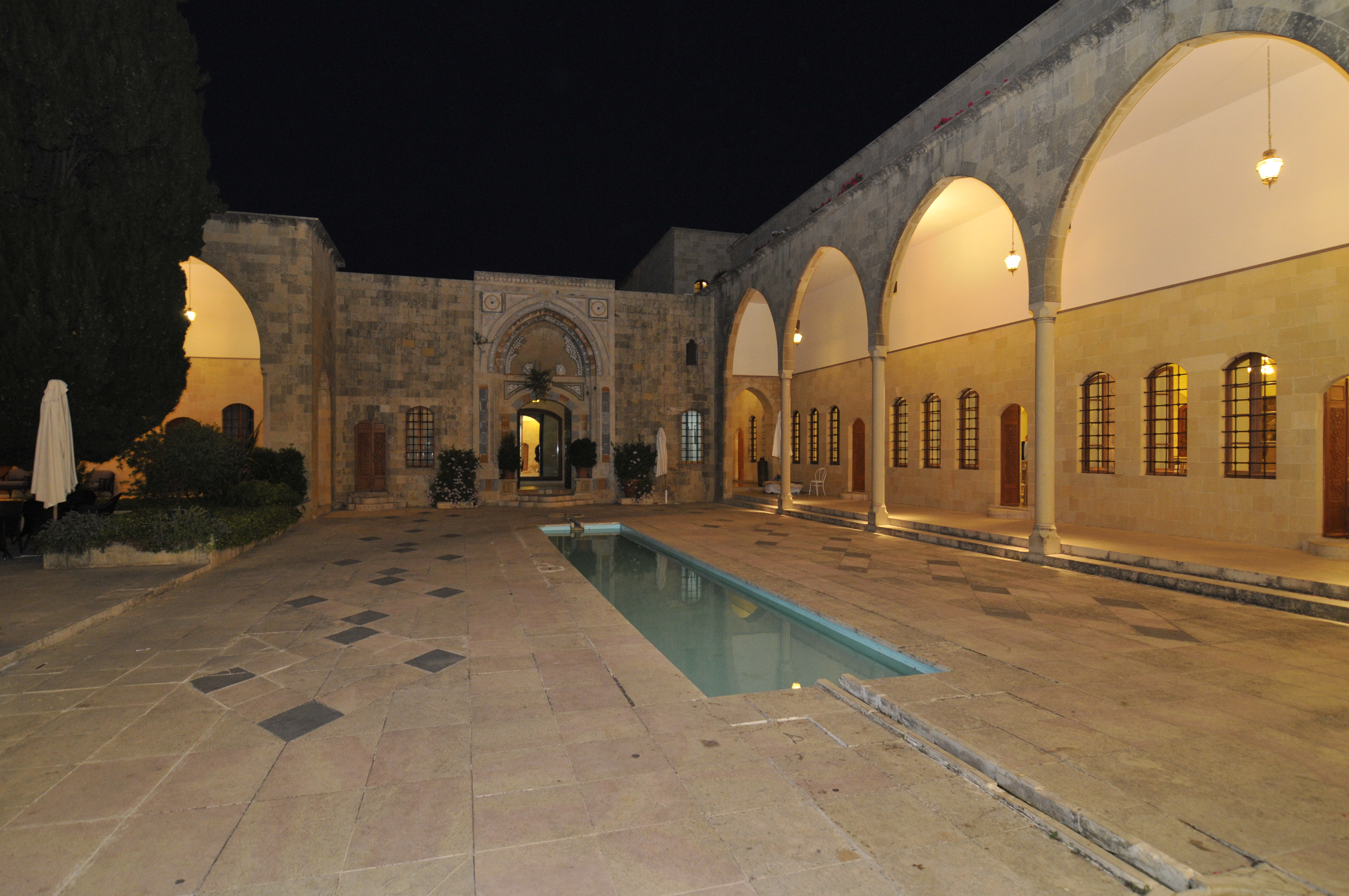
باحة قصر المير أمين

قصر الأمير أمين هو قصر بناه الأمير بشير الشهابي لإبنه في قرية بيت الدين في منطقة الشوف اللبنانية. بني عام 1839م على تلة تطل على قصر بيت الدين والساحل الجنوبي اللبناني. سمي بالمقصف لما كان يقوم به الأمير أمين من احتفالات وولائم. تحول إلى ملكية لأبرشية صيدا المارونية بعد وفاة الأمير ثم استثمرته ورممته الدولة اللبنانية وتحول إلى فندق فخم عام 1986م.

## تاريخ القصر
عندما كلف الأمير بشير ابنه الأمير أمين من زوجته الأولى، الست شمس، إدارة الشؤون السياساسية للإمارة، اراد تشييد دارة له تمثل قيمته.
وقد انتقلت ملكية هذا القصر لمطرانية كرسي ابرشية صيدا المارونية، التي اجرت على بنائه تحويرا كبيرا، لتجعل منه ميتما، ثم مدرسة. الا ان المشروعين لم ينفذا.
وظلت حالة القصر تتدهور حتى اقدمت وزارة السياحة اللبنانية على شرائه في ستينات القرن العشرين وقامت بترميمه، ليفتتحه رئيس الجهورية شارل حلو سنة 1969. ولاحقا، تحول إلى ناد خاص بالقوات العسكرية اللبنانية. في العام 1974 خضع القصر لعملية ترميم ثانية ليتحول في عهد الرئيس سليمان فرنجية إلى فندق. تضرر القصر ضررا شديدا خلال لحرب في لبنان سنة 1975. في العام 1986، شهد عملية اصلاح واسعة لتحوله اى فندق مميزا الذي افتتحه وزير السياحة آنذاك وليد جنبلاط في 11 يوليو / تموز من العام 1987.

## موقع القصر
يبعد هذا القصر الخلاب عن بيروت 46 كلم وارتفاعه عن سطح البحر 960 مترا. أختار الأمير أمين رقعة مرتفعة في تلال جميلة من قضاء الشوف الأخضر المطلة على مدينة بيروت.

## تصميم القصر
تتأثر عمارته بالهندسة المعمارية العثمانية والاسلامية إذ انه شيّد خلال فترة الحكم العثماني للبنان. للقصر المير بوابة خشبية منقوشة بالمسامير النحاسية، وتعلوها مخطوطة كتب عليها: «مدخل عظيم، دار مشعة كما اميرها، قصر نبيل شاهد على دماء الشهداء وفاتح ذراعيه بسعادة لزائريه ذوي الابتسامة المشرقة، حقاً هذا قصر عظيم من ابداع سنة 1255 الهجرية». فور دخولك يقابلك حوض ماء مستطيل مرتفع عن الأرض بقليل. غالبية الابواب شاهقة ومصنوعة من الخشب. تمتد الباحة الخارجية المظللة بالقناطر على مستويات مختلفة وتحيط بها الغرف من مختلف الجهات.
يتألف القصر من قسمين: . 
- الحرملك، وهو القسم الداخلي من القصر. تغطي الاحجار الملونة ارضية وجدران الحرملك، منها الرمادي والبني المتشكل مع اللون الابيض. باحة الحرملك واسعة ويتوسطها حوض ماء عريض له نافورة ماء وهو مصنوع من الرخام والفسيفساء. خصصت جهة من الباحة لاسطبلات الخيول. بداخله ديوان الأميرة حسن جيهان زوجة الأمير بشير الثانية.
- والسلملك وهو القسم الخارجيي للقصر. يشتهر بصالة الاستقبال الواسعة الواقعة على يسار المدخل الرئيسي. ابرز ما يلفت في هذا القسم القاعة الصغيرة الواقعة في الجهة الشمالية الشرقية من الباحة الخارجية، اذ تكتسي جدرانها بالاخشاب، كما يطغى الخشب على مختلف الاثاث ما يعكس روعة الهندسة الإسلامية، إضافة إلى ذلك تنتشر المخطوطات الخشبية في مختلف ارجاء السلملك.[1]

## الفندق
وضع تصميم ترميم الفندق مهندسان اختصاصيان في تحويل القصور القديمة الكئيبة إلى فنادق عصرية مشرقة مع ابقاء ما تتميز به من الطابع الأثري التاريخي الّذي يجملها ويزينها. وعهد إلى المهندس الاسباني بريانو مورينو بهندسة الحدائق والساحات.الذي أعادها إلى جمالها كما كانت في عصر الأمير بشير الثاني، بما في ذلك الأرصفة والممرات والمصاطب والأزهار. يتألف بناء الفندق من ثلاث طبقات: الطبقة الأرضية لتسع غرف واسعة وردهة استقبال وحدائق داخلية.والطبقة الأولى فيها سبع غرف كبيرة لكل منها شرفة وثماني غرف وحيدة بلا شرفات. وفي الطبقة الثانية تسع غرف.

## معرض صور

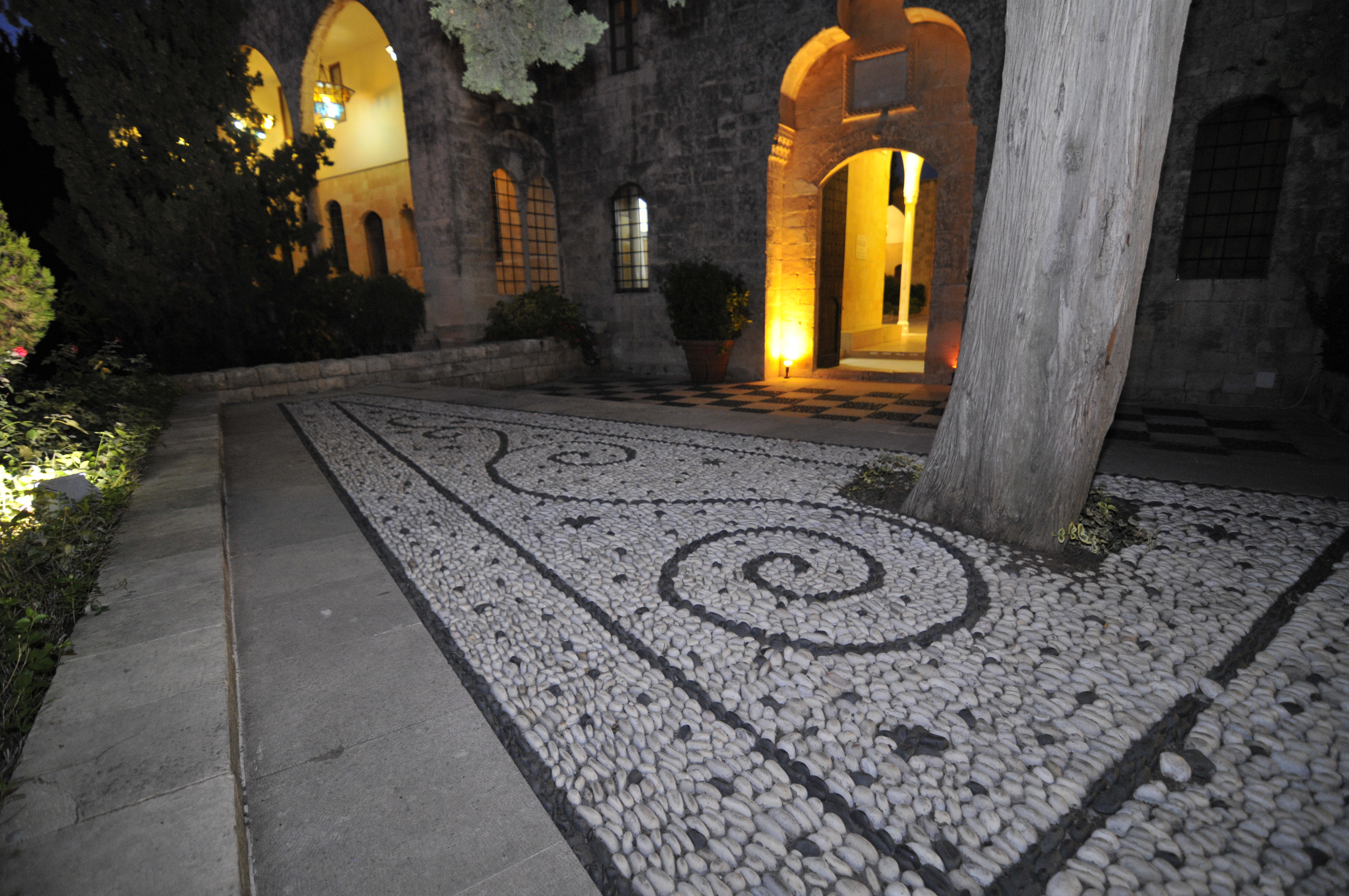
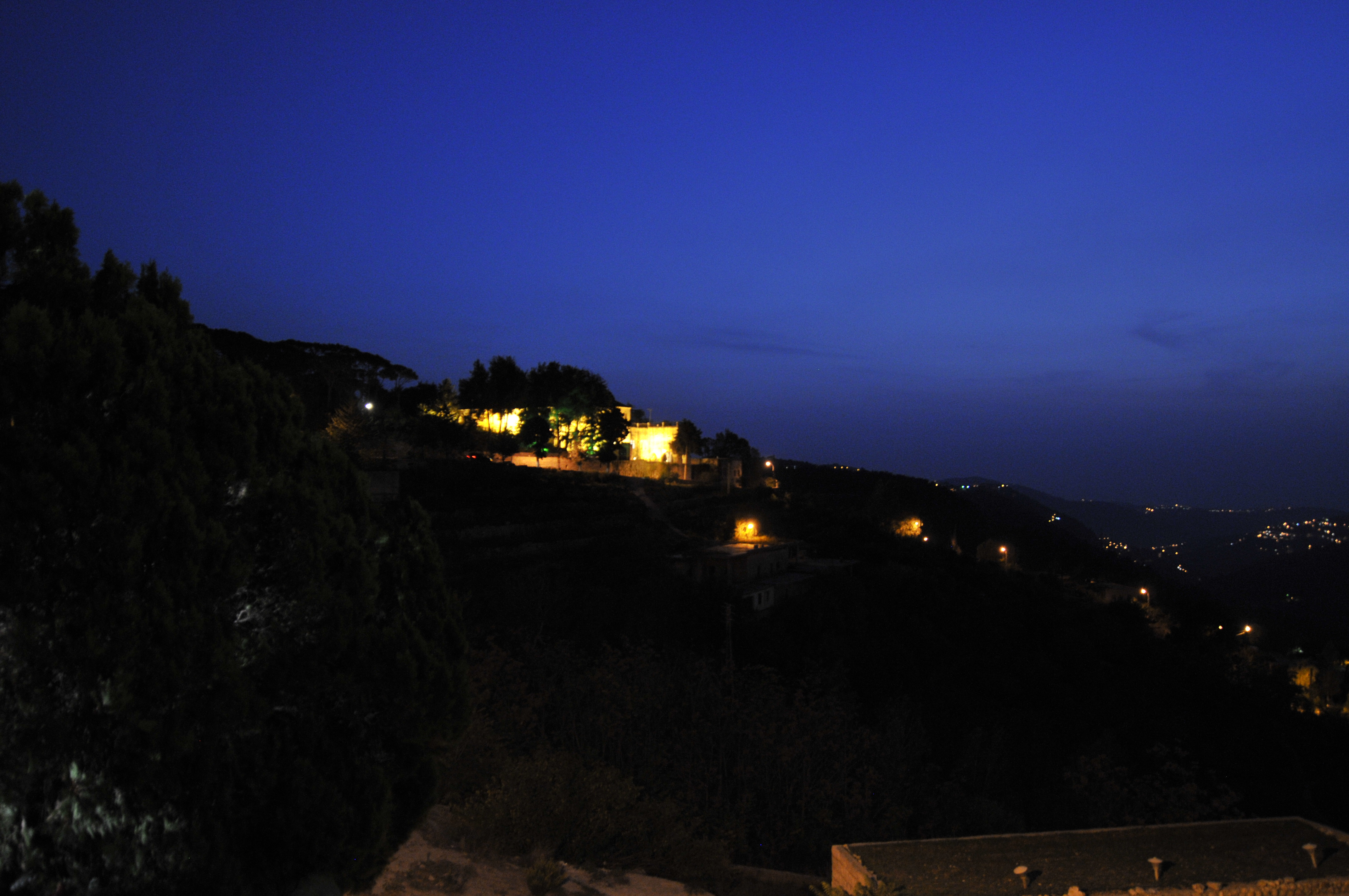
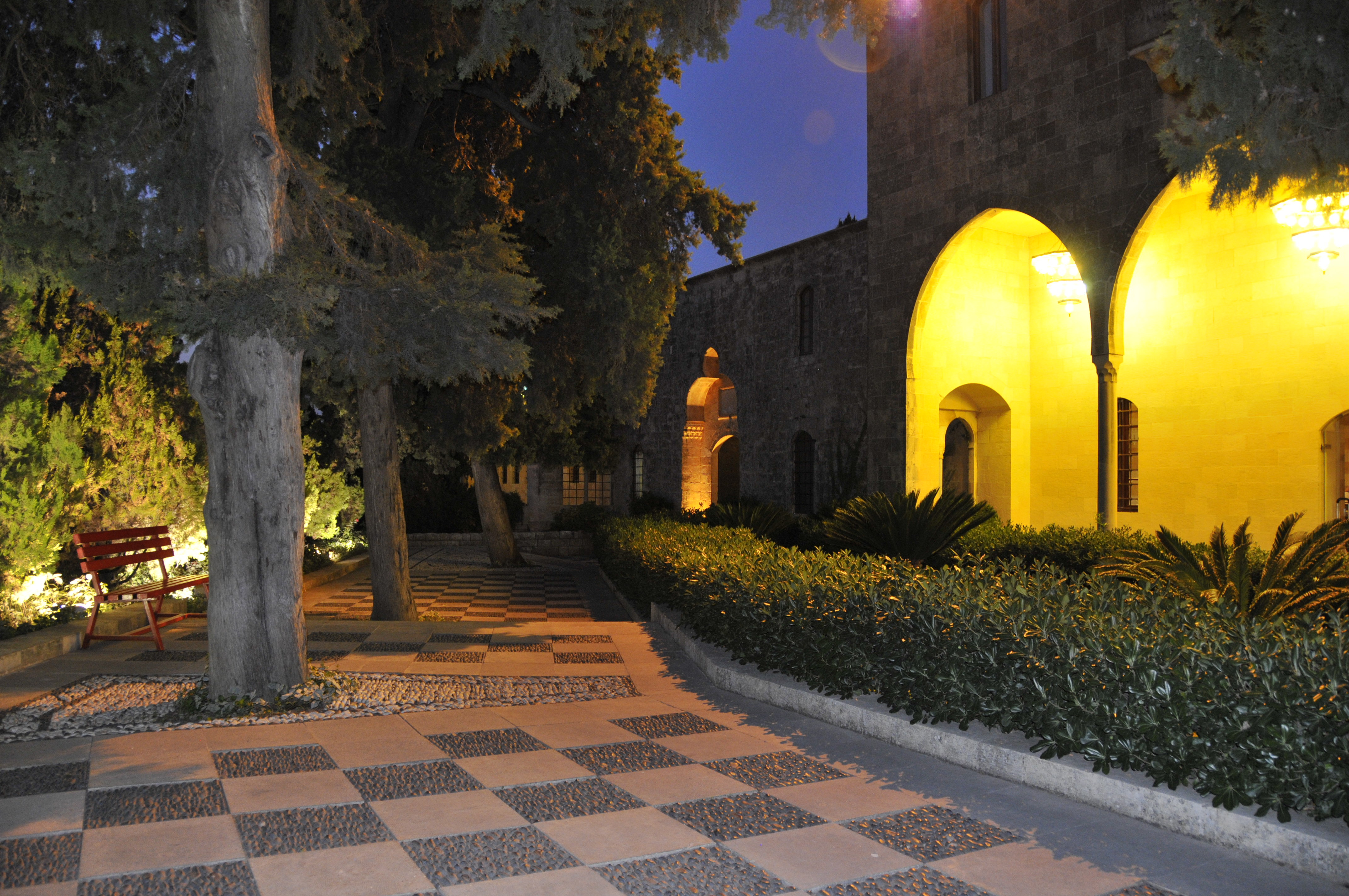
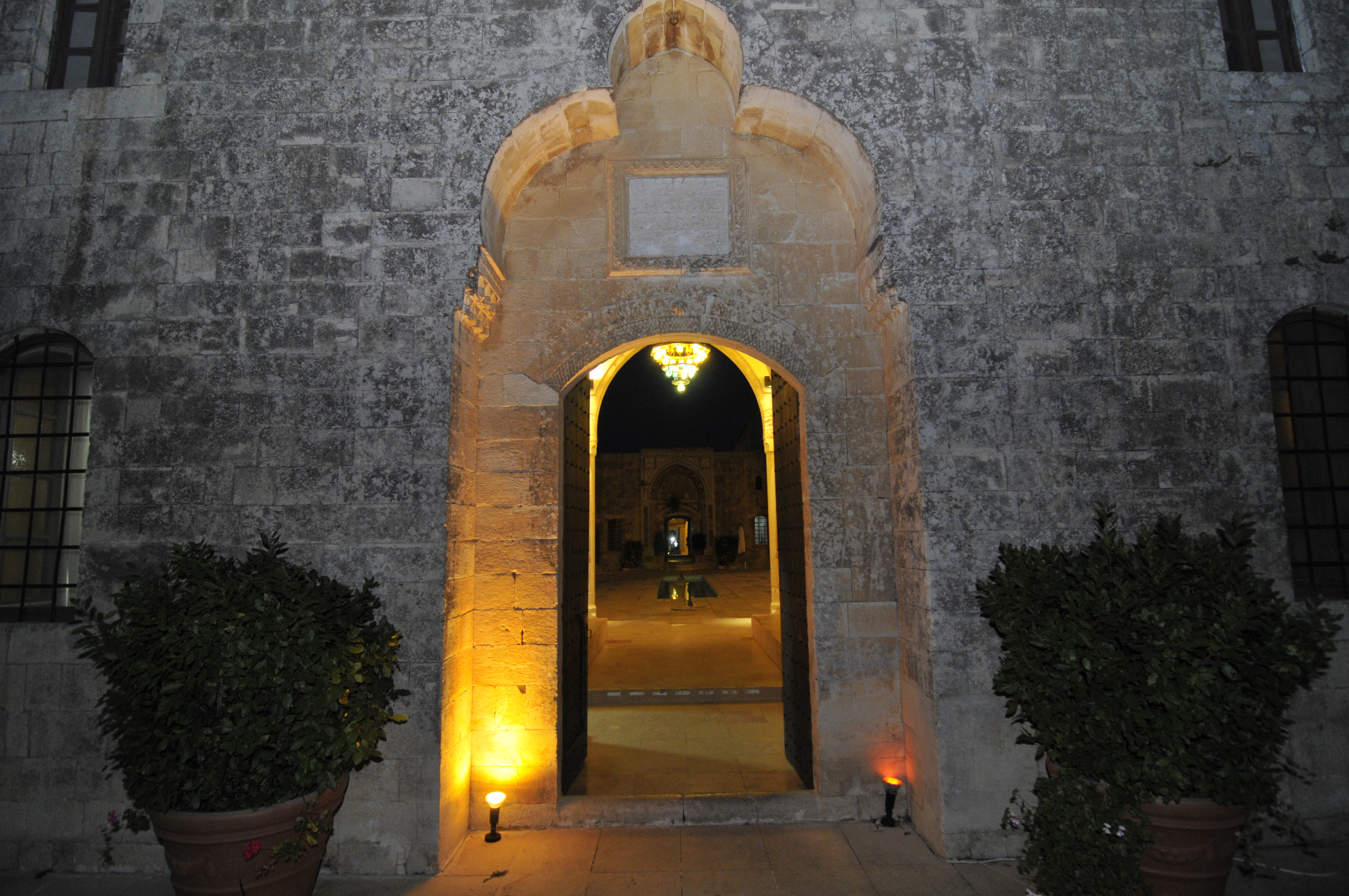
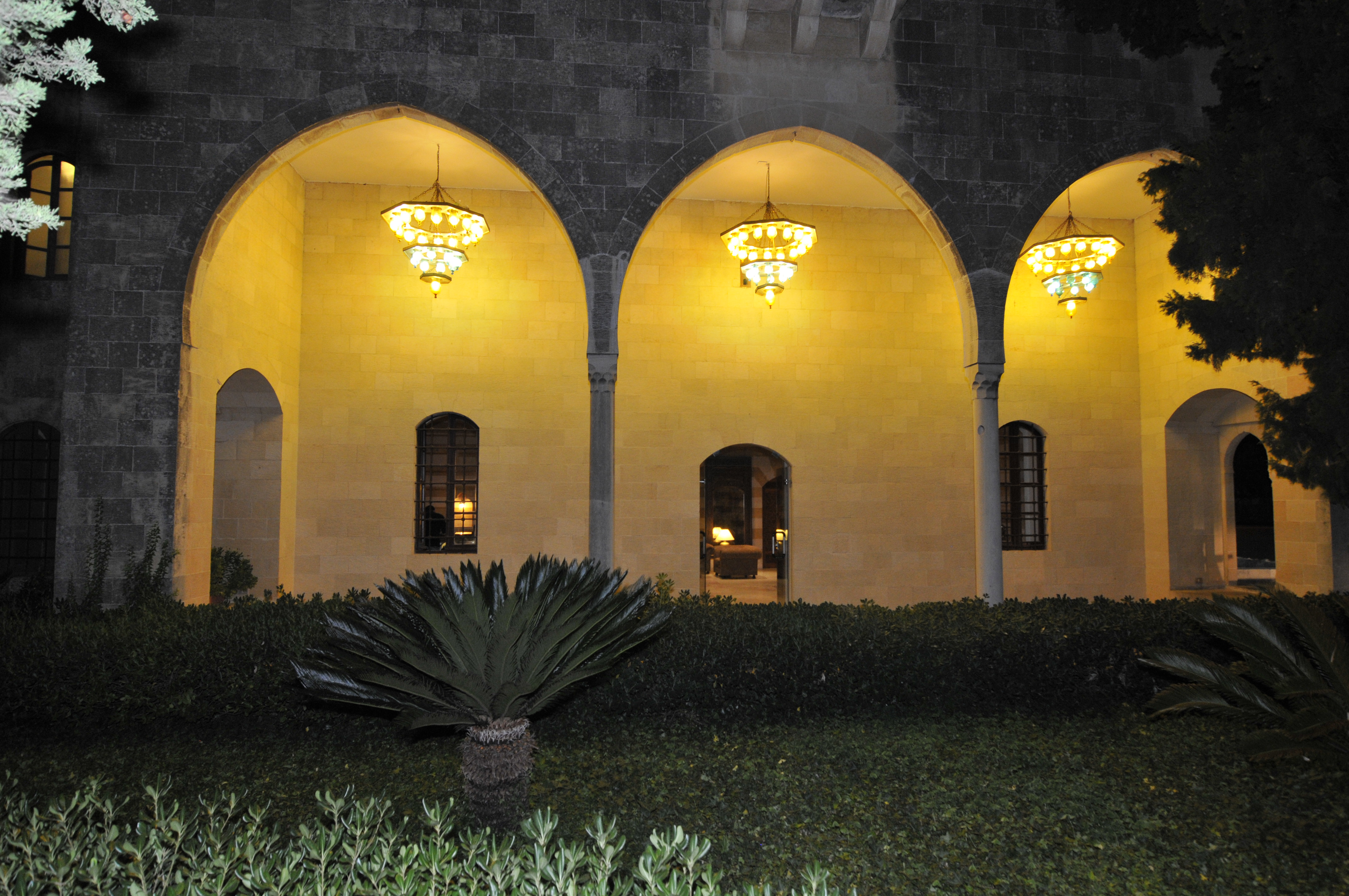